# Attalea luetzelburgii
Attalea luetzelburgii là loài thực vật có hoa thuộc họ Arecaceae. Loài này được (Burret) Wess.Boer mô tả khoa học đầu tiên năm 1988.